# Ил Пало (Кремона)
Ил Пало је насеље у Италији у округу Кремона, региону Ломбардија.
Према процени из 2011. у насељу је живело 5 становника. Насеље се налази на надморској висини од 78 м.